# Bulbophyllum popayanense
Bulbophyllum popayanense är en orkidéart som beskrevs av Friedrich Fritz Wilhelm Ludwig Kraenzlin. Bulbophyllum popayanense ingår i släktet Bulbophyllum och familjen orkidéer.
Artens utbredningsområde är Colombia. Inga underarter finns listade i Catalogue of Life.